# Matthias Franz Stein

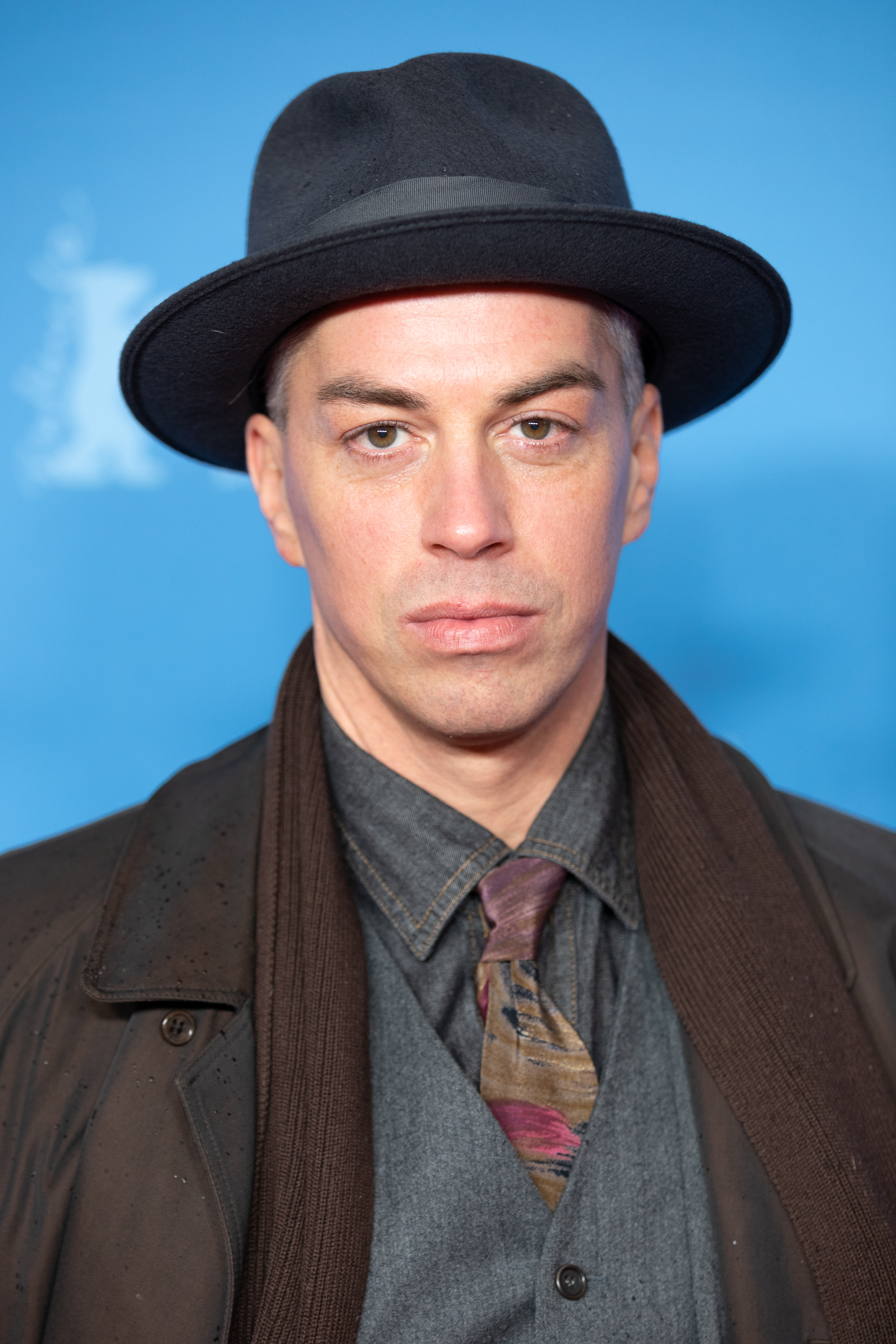
Matthias Franz Stein (2020)

Matthias Franz Stein (* 10. Jänner 1980 in Düsseldorf als Matthias Franz Steinhauer) ist ein österreichischer Schauspieler.

## Leben
Matthias Franz Stein wollte ursprünglich wie sein Großvater (Künstlername Wolf Hauer Stein) Maler werden, später absolvierte er eine Schauspielausbildung an der Schauspielschule Krauss in Wien. 2002 war er bei den Festspielen Reichenau in Schnitzlers Traumnovelle zu sehen, weitere Auftritte führten ihn unter anderem 2004 ans Wiener Volkstheater, 2005 und 2006 ans Theater in der Drachengasse und in der Saison 2007/08 im Bockerer ans Landestheater Niederösterreich.
Im zweiten Teil Nur keine Wellen (2006) und im dritten Teil Alles anders (2008) der dreiteiligen Fernsehreihe Mutig in die neuen Zeiten von Harald Sicheritz verkörperte er die Rolle des Rock-’n’-Roll-Musikers Karli „Charlie“ Redlich. 2007 wurde er mit dem Undine Award als bester Nebendarsteller für seine Rolle im Film Der geköpfte Hahn ausgezeichnet.
Seit 2011 ist er Ensemblemitglied im Theater in der Josefstadt, wo er unter anderem in der Traumnovelle und Liebelei, in Lady Windermeres Fächer, Jägerstätter, Wie im Himmel, Die Geschichte vom Fräulein Pollinger, Die Schüsse von Sarajevo, in Der Boxer und Der Schwierige mitwirkte. In den Wiener Kammerspielen war er in Aufstieg und Fall von Little Voice zu sehen.
2015 drehte er an der Seite von Hilde Dalik für die zweite Staffel der ORF-Serie Vorstadtweiber. Im Februar 2016 feierte sein erstes Solo-Kabarettprogramm Jenseits in der Wiener Kulisse Premiere, 2017 war er damit im Rahmen der Reihe Kabarett im Turm auf ORF III zu sehen.
Matthias Franz Stein ist der Sohn des Schauspielers und Kabarettisten Erwin Steinhauer. Um seine Unabhängigkeit zu demonstrieren, verkürzte er seinen Nachnamen zu Stein. In der Saison 2018/19 stand Matthias Franz Stein gemeinsam mit seinem Vater am Rabenhof Theater in der Komödie Vatermord auf der Bühne. Das Buch dazu schrieben die beiden gemeinsam mit Alfred Dorfer und Fritz Schindlecker.
In der im März 2020 erstausgestrahlten ORF/Netflix-Serie Freud war er als Heinz Konrad zu sehen.

## Filmografie (Auswahl)
- 2004: Zuckeroma
- 2005: Margarete Steiff
- 2005: 11er Haus
- 2006: Mutig in die neuen Zeiten – Nur keine Wellen
- 2007: Der geköpfte Hahn
- 2007: SOKO Donau/SOKO Wien – Falsche Meister (Fernsehserie)
- 2008–2010: Der Winzerkönig (Fernsehserie)
- 2008: Und ewig schweigen die Männer
- 2008: Mutig in die neuen Zeiten – Alles anders
- 2008: Tatort: Exitus (Fernsehreihe)
- 2008: Die Liebe ein Traum
- 2009: Blutsfreundschaft
- 2009: Schnell ermittelt – Sonja Horvath (Fernsehserie)
- 2010: Die Gipfelzipfler
- 2010: Mahler auf der Couch
- 2010: Jud Süß – Film ohne Gewissen
- 2011: fauner consulting
- 2015: SOKO Donau/SOKO Wien – Briefe einer Toten (Fernsehserie)
- 2016–2018: Vorstadtweiber (Fernsehserie, fünf Episoden)
- 2018: Universum History – Wien – Geschichte aus der Vorstadt
- 2020: Freud (Fernsehserie)
- 2020: SOKO Kitzbühel – Stalker (Fernsehserie)
- 2020: Letzter Kirtag (Fernsehfilm)
- 2021: Tatort: Verschwörung (Fernsehreihe)
- 2021: Letzter Gipfel (Fernsehfilm)
- 2022: SOKO Donau/SOKO Wien – Aussicht mit Mord (Fernsehserie)
- 2022: Letzte Bootsfahrt (Fernsehfilm)